# Meccanismo di Vienna
Il Meccanismo di Vienna è una misura di rafforzamento della fiducia e della sicurezza tra i 57 paesi partecipanti all’Organizzazione per la Sicurezza e la Cooperazione in Europa che prevede lo scambio di informazioni su questioni relative alla dimensione umana. È stato istituito nel 1989 (paragrafi da 1 a 4 della sezione sulla dimensione umana della CSCE di cui al Documento Conclusivo della riunione CSCE di Vienna 1989 ) e successivamente perfezionato nel 1990 . Le capacità del meccanismo sono state successivamente integrate dal Meccanismo di Mosca, adottato nel 1991. I due strumenti costituiscono insieme il cosiddetto Meccanismo della Dimensione Umana.

## Funzionamento
Il Meccanismo di Vienna consente agli Stati partecipanti di sollevare questioni relative alla situazione della dimensione umana in altri Stati dell'OSCE. Rispetto al successivo Meccanismo di Mosca non prevede l'ulteriore possibilità per gli Stati partecipanti di istituire missioni ad hoc di esperti indipendenti sul territorio degli Stati partecipanti.
Nell'ambito del Meccanismo, Gli Stati partecipanti, ricordando gli impegni assunti nell'Atto Finale e in altri documenti CSCE concernenti il rispetto di tutti i diritti umani e le libertà fondamentali, i contatti umani e le relative questioni di carattere umanitario, hanno deciso di :
- scambiare informazioni e rispondere alle richieste di informazioni e alle rimostranze presentate loro da altri Stati partecipanti su questioni relative alla dimensione umana della CSCE;
- tenere riunioni bilaterali con altri Stati partecipanti che lo richiedano, al fine di esaminare le questioni relative alla dimensione umana della CSCE, comprese le situazioni e casi specifici, al fine di risolverli;
- consentire che qualsiasi Stato partecipante possa introdurre situazioni e casi nella la dimensione umana della CSCE, comprese quelle che sono state sollevate a livello bilaterale;
- consentire che qualsiasi Stato partecipante possa fornire informazioni su scambi di informazioni, risposte a richieste di informazioni ed esiti degli incontri bilaterali alle riunioni del Conferenza sulla Dimensione Umana nonché alla Riunione principale sui Seguiti della CSCE.

Nel 1990, alla Conferenza della Dimensione Umana della CSCE di Copenaghen, gli Stati partecipanti hanno riconosciuto la necessità di migliorare ulteriormente l'efficacia del procedure sopra descritte e, a tal fine, hanno deciso di:
- di fornire nel più breve tempo possibile, e comunque non oltre quattro settimane, una comunicazione scritta risposta alle richieste di informazioni e alle dichiarazioni rese loro per iscritto da altri

Stati partecipanti;
- che gli incontri bilaterali, su richiesta degli Stati partecipanti, avranno luogo prima possibile, di norma entro tre settimane dalla data della richiesta;
- di astenersi, nel corso dei citati incontri bilaterali, dal sollevare situazioni e casi non connessi con l'oggetto della riunione, a meno che entrambe le parti non concordino;

Inoltre hanno considerato proposte relative all’invio di osservatori per esaminare situazioni e casi specifici, la nomina di relatori per indagare e suggerire soluzioni appropriate, la creazione di una Commissione sulla Dimensione
Umana della CSCE, un maggiore coinvolgimento di persone, organizzazioni e istituzioni nel meccanismo della dimensione umana.

## Attivazioni del Meccanismo di Vienna
Dal gennaio 1989, data di adozione del Meccanismo, fino all'adozione del Documento di Copenaghen nell'ottobre 1990, 115 casi hanno raggiunto la fase I del Meccanismo e in altri 17 casi sono state attivate le restanti fasi. 
Tre ulteriori attivazioni hanno avuto luogo tra l'ottobre 1990 e l'ottobre 1991, quando è stato adottato il Meccanismo di Mosca. A partire da allora, il Meccanismo implicava disposizioni contenute sia nei Documenti di Vienna che in quelli di Mosca, inclusa la possibilità di inviare missioni di esperti o relatori per indagare sulla situazione in gioco. Nel 1999 il Meccanismo di Vienna è stato invocato insieme al Meccanismo di Mosca in relazione all'operazione militare della NATO nella Repubblica Federale di Jugoslavia.
Successivamente, il Meccanismo è stato attivato:
- il 30 agosto 2018 in relazione alle gravi violazioni dei diritti umani in corso in Cecenia da parte della Federazione Russa; [7]
- il 4 novembre 2021 in relazione alle gravi violazioni dei diritti umani in corso in Bielorussia e alla strumentalizzazione della migrazione illegale.[8]